# Deutscher Formel-3-Cup 2011
Der deutsche Formel-3-Cup 2011 war die 37. Saison der deutschen Formel 3. Die Saison begann am 24. April in der Motorsport Arena Oschersleben und endete am 2. Oktober auf dem Hockenheimring Baden-Württemberg. Insgesamt fanden neun Rennwochenenden statt.

## Starterfeld
| Team                       | Nr. | Fahrer               | Klasse | Chassis | Motor         | Rennwochenende  |
| -------------------------- | --- | -------------------- | ------ | ------- | ------------- | --------------- |
| HS Engineering             | 01  | Alon Day             | C      | Dallara | Volkswagen    | 1–9             |
| HS Engineering             | 02  | Patrick Schranner    | C      | Dallara | Volkswagen    | 1–4             |
| HS Engineering             | 02  | Riccardo Brutschin   | C      | Dallara | Volkswagen    | 6–9             |
| Van Amersfoort Racing      | 05  | Richie Stanaway      | C      | Dallara | Volkswagen    | 1–9             |
| Van Amersfoort Racing      | 06  | Jeroen Mul           | C      | Dallara | Volkswagen    | 1–9             |
| Van Amersfoort Racing      | 07  | Hannes van Asseldonk | C      | Dallara | Volkswagen    | 1–9             |
| Performance Racing         | 10  | Riccardo Brutschin   | C      | Dallara | Volkswagen    | 1–4             |
| Performance Racing         | 11  | Tom Blomqvist        | C      | Dallara | Volkswagen    | 1–7             |
| Performance Racing         | 11  | Dennis Lind          | C      | Dallara | Volkswagen    | 9               |
| Motopark Academy           | 12  | Markus Pommer        | C      | Dallara | Volkswagen    | 1–3             |
| Motopark Academy           | 14  | Tony Halbig          | C      | Dallara | Volkswagen    | 1–9             |
| Motopark Academy           | 15  | Gary Thompson        | C      | Dallara | Volkswagen    | 2               |
| Brandl Motorsport          | 17  | Marco Sørensen       | C      | Dallara | Mercedes-Benz | 1–7, 9          |
| Brandl Motorsport          | 18  | Bernd Herndlhofer    | C      | Dallara | Mercedes-Benz | 1, 2            |
| Brandl Motorsport          | 18  | Filip Salaquarda     | C      | Dallara | Mercedes-Benz | 5               |
| Jo Zeller Racing           | 24  | Sandro Zeller        | C      | Dallara | Mercedes-Benz | 1–3             |
| Jo Zeller Racing           | 24  | Markus Pommer        | C      | Dallara | Mercedes-Benz | 4–9             |
| Jo Zeller Racing           | 25  | René Binder          | C      | Dallara | Mercedes-Benz | 1, 2, 4–9       |
| URD Rennsport              | 26  | Klaus Bachler        | C      | Dallara | Mercedes-Benz | 1–9             |
| Bordoli Motorsport         | 28  | Yannick Mettler      | C      | Dallara | OPC Challenge | 1–5, 8, 9       |
| Max Travin Racing Team     | 30  | Nikolai Marzenko     | C      | Dallara | Volkswagen    | 1–9             |
| Max Travin Racing Team     | 54  | Maxim Travin         | T      | Dallara | OPC Challenge | 1–9             |
| Stromos ArtLine            | 33  | Antti Rammo          | C      | Dallara | OPC Challenge | 1, 2, 4–6, 8, 9 |
| Stromos ArtLine            | 50  | Michail Aljoschin    | T      | ArtTech | Mercedes-Benz | 1, 6, 8, 9      |
| Stromos ArtLine            | 50  | Iwan Samarin         | T      | ArtTech | Mercedes-Benz | 2               |
| Stromos ArtLine            | 50  | Daniel Aho           | T      | ArtTech | Mercedes-Benz | 4               |
| Stromos ArtLine            | 50  | Tom Dillmann         | T      | ArtTech | Mercedes-Benz | 5               |
| APEX Engineering           | 35  | Jordi Weckx          | C      | Dallara | OPC Challenge | 2, 9            |
| Franz Wöss Racing          | 36  | Dominik Kocher       | C      | Dallara | OPC Challenge | 6, 9            |
| Franz Wöss Racing          | 37  | Stefan Neuburger     | C      | Dallara | OPC Challenge | 6               |
| Franz Wöss Racing          | 37  | Francesco Lopez      | C      | Dallara | OPC Challenge | 9               |
| Rhino’s Leipert Motorsport | 55  | Luca Iannaccone      | T      | Dallara | Opel          | 1–9             |

| Symbol | Klasse |
| ------ | ------ |
| C      | Cup    |
| T      | Trophy |

### Änderungen bei den Fahrern
Die folgende Auflistung enthält bis auf Gaststarter alle Fahrer, die am deutschen Formel-3-Cup 2010 teilgenommen haben und in der Saison 2011 nicht für dasselbe Team wie 2010 starteten.
Fahrer, die ihr Team gewechselt haben:
- René Binder: Motopark Academy → Jo Zeller Racing
- Riccardo Brutschin: Stromos ArtLine → Performance Racing
- Alon Day: Performance Racing → HS Engineering
- Tom Dillmann: HS Technik → Stromos ArtLine
- Markus Pommer: Brandl Motorsport → Motopark Academy

Fahrer, die in den deutschen Formel-3-Cup einstiegen bzw. zurückkehrten:
- Michail Aljoschin: World Series by Renault (Carlin) → Stromos ArtLine
- Hannes van Asseldonk: Europäische Formel BMW (Josef Kaufmann Racing) → Van Amersfoort Racing
- Tom Blomqvist: Britische Formel Renault (Fortec Motorsport) → Performance Racing
- Tony Halbig: Kartsport → Motopark Academy
- Dominik Kocher: Formel Lista junior (ACS Schweiz) → Franz Wöss Racing
- Dennis Lind: Britische Formel Ford (Fluid Motorsport) → Performance Racing
- Francesco Lopez: Österreichischer Formel-3-Cup (Franz Wöss Racing) → Franz Wöss Racing
- Yannick Mettler: Formel Lista junior (Daltec Racing) → Bordoli Motorsport
- Jeroen Mul: Nordeuropäische Formel Renault (Van Amersfoort Racing) → Van Amersfoort Racing
- Stefan Neuburger: Österreichischer Formel-3-Cup (Franz Wöss Racing) → Franz Wöss Racing
- Antti Rammo: Finnische Formel Renault (P1 Motorsport) → Stromos ArtLine
- Filip Salaquarda: World Series by Renault (ISR Racing) → Brandl Motorsport
- Iwan Samarin: FIA-Formel-2-Meisterschaft → Stromos ArtLine
- Patrick Schranner: ADAC-Formel-Masters (KUG Motorsport) → HS Engineering
- Richie Stanaway: ADAC-Formel-Masters (Ma-con Motorsport) → Van Amersfoort Racing
- Gary Thompson: Japanische Formel-3-Meisterschaft (Achievement by KCMG) → Motopark Academy
- Jordi Weckx: Auszeit → APEX Engineering

Fahrer, die den deutschen Formel-3-Cup verlassen haben:
- Daniel Abt: Van Amersfoort Racing → Formel-3-Euroserie (Signature)
- Luís Felipe Derani: Motopark Academy → Britische Formel-3-Meisterschaft (Double R Racing)
- Stef Dusseldorp: Van Amersfoort Racing → FIA-GT1-Weltmeisterschaft (Hexis AMR)
- Jimmy Eriksson: Motopark Academy → Formel-3-Euroserie (Motopark Academy)
- Philip Forsman: Racing Experience → Skandinavischer Porsche Carrera Cup (Stålknapp Motorsport)
- Kevin Magnussen: Motopark Academy → Britische Formel-3-Meisterschaft (Carlin)
- Felix Rosenqvist: Performance Racing → Formel-3-Euroserie (Mücke Motorsport)

Fahrer, die noch keinen Vertrag für ein Renncockpit 2011 besitzen:
- Kevin Friesacher
- Gary Hauser
- Alexei Karatschew
- Nico Monien
- Aki Sandberg
- Luís Sá Silva
- Willi Steindl
- Aleksi Tuukkanen

## Rennkalender
Der Rennkalender des deutschen Formel-3-Cups umfasste neun Rennwochenenden. Sieben fanden an den ADAC Masters Weekends statt. Das Rennwochenende in Spa-Francorchamps fand im Rahmenprogramm des 1000-km-Rennens von Spa-Francorchamps statt und das erste Rennwochenende in Assen fand im Rahmenprogramm der Superleague Formula statt.
| Nr. | Datum         | Rennstrecke          | Sieger          | Zweiter         | Dritter              |
| --- | ------------- | -------------------- | --------------- | --------------- | -------------------- |
| 01. | 24. April     | Oschersleben         | Richie Stanaway | Tom Blomqvist   | Marco Sørensen       |
| 02. | 25. April     | Oschersleben         | Richie Stanaway | Marco Sørensen  | René Binder          |
| 03. | 06. Mai       | Spa-Francorchamps    | Marco Sørensen  | Richie Stanaway | Alon Day             |
| 04. | 07. Mai       | Spa-Francorchamps    | Richie Stanaway | Marco Sørensen  | Klaus Bachler        |
| 05. | 14. Mai       | Hohenstein-Ernstthal | Richie Stanaway | Marco Sørensen  | Klaus Bachler        |
| 06. | 15. Mai       | Hohenstein-Ernstthal | Klaus Bachler   | Marco Sørensen  | Tom Blomqvist        |
| 07. | 04. Juni      | Assen                | Richie Stanaway | Marco Sørensen  | Klaus Bachler        |
| 08. | 05. Juni      | Assen                | Richie Stanaway | Markus Pommer   | Klaus Bachler        |
| 09. | 11. Juni      | Zolder               | Richie Stanaway | Klaus Bachler   | Marco Sørensen       |
| 10. | 12. Juni      | Zolder               | Tom Blomqvist   | Marco Sørensen  | Hannes van Asseldonk |
| 11. | 13. August    | Spielberg            | Richie Stanaway | Marco Sørensen  | Hannes van Asseldonk |
| 12. | 14. August    | Spielberg            | Richie Stanaway | Marco Sørensen  | Hannes van Asseldonk |
| 13. | 03. September | Klettwitz            | Marco Sørensen  | Richie Stanaway | Tom Blomqvist        |
| 14. | 04. September | Klettwitz            | Richie Stanaway | Marco Sørensen  | Hannes van Asseldonk |
| 15. | 17. September | Assen                | Klaus Bachler   | Richie Stanaway | Hannes van Asseldonk |
| 16. | 18. September | Assen                | Richie Stanaway | Markus Pommer   | Alon Day             |
| 17. | 01. Oktober   | Hockenheim           | Richie Stanaway | Marco Sørensen  | Markus Pommer        |
| 18. | 02. Oktober   | Hockenheim           | Richie Stanaway | Marco Sørensen  | Markus Pommer        |

## Wertungen

### Punktesystem
Die Punkte wurden in allen Rennen nach folgendem Schema vergeben:
| Position | 1  | 2 | 3 | 4 | 5 | 6 | 7 | 8 |
| -------- | -- | - | - | - | - | - | - | - |
| Punkte   | 10 | 8 | 6 | 5 | 4 | 3 | 2 | 1 |

Zusätzlich gab es jeweils einen Bonuspunkt für die Pole-Position und die schnellste Rennrunde. Während in der Cup-Wertung alle Fahrzeuge punkteberechtigt waren, erhielten in der Trophy-Wertung nur die Rennwagen der Baujahre 2002 bis 2004 Punkte. In der Rookie-Wertung waren alle Fahrer, die höchstens 25 Jahre alt sind und höchstens an zwei Veranstaltungen einer internationalen Formel-3-Serie teilgenommen haben, punkteberechtigt.

### Fahrerwertung – Cup
| Pos. | Fahrer           | OSC | OSC | SPA | SPA | SAC | SAC | ASS | ASS | ZOL | ZOL | SPI | SPI | LAU | LAU | ASS | ASS | HOC | HOC | Punkte |
| ---- | ---------------- | --- | --- | --- | --- | --- | --- | --- | --- | --- | --- | --- | --- | --- | --- | --- | --- | --- | --- | ------ |
| 01   | R. Stanaway      | 1   | 1   | 2   | 1   | 1   | 4   | 1   | 1   | 1   | 5   | 1   | 1   | 2   | 1   | 2   | 1   | 1   | 1   | 181    |
| 02   | M. Sørensen      | 3   | 2   | 1   | 2   | 2   | 2   | 2   | 7   | 3   | 2   | 2   | 2   | 1   | 2   |     |     | 2   | 2   | 126    |
| 03   | K. Bachler       | DNF | 13  | 4   | 3   | 3   | 1   | 3   | 3   | 2   | 7   | 6   | 13  | 4   | 4   | 1   | 4   | 9   | DNF | 78     |
| 04   | A. Day           | 4   | 6   | 3   | 6   | 4   | 9   | 5   | 6   | 6   | 6   | 5   | 4   | 7   | DNF | 6   | 3   | DNF | 5   | 62     |
| 05   | H. van Asseldonk | 5   | 8   | 8   | DNF | 8   | 11  | 7   | DNF | 4   | 3   | 3   | 3   | DNF | 3   | 3   | 5   | 4   | 4   | 61     |
| 06   | T. Blomqvist     | 2   | DNF | 5   | 5   | 13  | 3   | 4   | 4   | DNF | 1   | 4   | 7   | 3   | DNF | INJ | INJ | INJ | INJ | 59     |
| 07   | M. Pommer        | 12  | DNS | DNF | 11  | 9   | 8   | 10  | 2   | 5   | 4   | 7   | 5   | 9   | 5   | 8   | 2   | 3   | 3   | 52     |
| 08   | R. Binder        | 6   | 3   | DNF | 4   |     |     | 6   | DNF | 15* | 9   | 10  | 9   | 11  | 7   | 7   | DNS | 5   | 9   | 25     |
| 09   | T. Halbig        | 8   | 4   | 10  | 12  | 16  | 5   | DNF | 9   | 8   | 10  | 8   | 6   | 6   | 9   | 10  | DNF | 8   | 7   | 21     |
| 10   | J. Mul           | 11  | DNF | 17  | 7   | 7   | DNF | 8   | 8   | 10  | 8   | DNF | 12  | 5   | 6   | 5   | DNF | 10  | 10  | 18     |
| 11   | P. Schranner     | 7   | 5   | 9   | 9   | 5   | 6   | 9   | 5   |     |     |     |     |     |     |     |     |     |     | 17     |
| 12   | N. Marzenko      | 14  | DNF | 13  | 15  | 12  | 13  | 12  | 11  | 11  | 16* | 11  | 10  | 10  | 8   | 4   | 6   | 11  | DNF | 9      |
| 13   | R. Brutschin     | 10  | DNF | DNF | 13  | 6   | 10  | DNF | 10  |     |     | 12  | 8   | 8   | DNF | 9   | DNS | 7   | DNS | 7      |
| 14   | B. Herndlhofer   | 9   | 7   | 6   | 10  |     |     |     |     |     |     |     |     |     |     |     |     |     |     | 5      |
| 15   | S. Zeller        | 13  | 11  | 7   | 8   | 10  | 7   |     |     |     |     |     |     |     |     |     |     |     |     | 5      |
| 16   | D. Lind          |     |     |     |     |     |     |     |     |     |     |     |     |     |     |     |     | 6   | 8   | 4      |
| 17   | M. Aljoschin     | 16  | 10  |     |     | INJ | INJ |     |     |     |     | 9   | 11  |     |     | 11  | DNF | 15  | 6   | 3      |
| 18   | A. Rammo         | 15  | 12  | 15  | 17  |     |     | 13  | 14  | 9   | 14  | 13  | 15  |     |     | 14  | 7   | 14  | 12  | 2      |
| 19   | F. Salaquarda    |     |     |     |     |     |     |     |     | 7   | 12  |     |     |     |     |     |     |     |     | 2      |
| 20   | M. Travin        | 17  | 14  | 16  | 18  | 14  | 12  | 15  | 15  | 12  | 15  | 15  | 17  | 12  | 10  | 13  | 8   | 18  | 16  | 1      |
| —    | Y. Mettler       | 19  | 9   | 11  | 14  | 11  | DSQ | 11  | 12  | DNF | 13  |     |     |     |     | 12  | DNF | DNF | 14  | 0      |
| —    | L. Iannaccone    | 18  | 15  | 18  | 19  | 15  | 14  | 16  | 16  | 13  | 17  | 17  | 18  | 13  | 11  | 15  | 9   | 17  | 17  | 0      |
| —    | J. Weckx         |     |     | 14  | 16  |     |     |     |     |     |     |     |     |     |     |     |     | 12  | 11  | 0      |
| —    | T. Dillmann      |     |     |     |     |     |     |     |     | 14* | 11  |     |     |     |     |     |     |     |     | 0      |
| —    | I. Samarin       |     |     | 12  | 20  |     |     |     |     |     |     |     |     |     |     |     |     |     |     | 0      |
| —    | F. Lopez         |     |     |     |     |     |     |     |     |     |     |     |     |     |     |     |     | 13  | 13  | 0      |
| —    | D. Aho           |     |     |     |     |     |     | 14  | 13  |     |     |     |     |     |     |     |     |     |     | 0      |
| —    | D. Kocher        |     |     |     |     |     |     |     |     |     |     | 14  | 14  |     |     |     |     | 16  | 15  | 0      |
| —    | S. Neuburger     |     |     |     |     |     |     |     |     |     |     | 16  | 16  |     |     |     |     |     |     | 0      |
| —    | G. Thompson      |     |     | DNS | DNS |     |     |     |     |     |     |     |     |     |     |     |     |     |     | 0      |
| Pos. | Fahrer           | OSC | OSC | SPA | SPA | SAC | SAC | ASS | ASS | ZOL | ZOL | SPI | SPI | LAU | LAU | ASS | ASS | HOC | HOC | Punkte |

| Farbe                        | Bedeutung                               | Bedeutung |
| ---------------------------- | --------------------------------------- | --- |
| Gold                         | Sieger                                  | Sieger |
| Silber                       | 2. Platz                                | 2. Platz |
| Bronze                       | 3. Platz                                | 3. Platz |
| Grün                         | Platzierung in den Punkten              | Platzierung in den Punkten |
| Blau                         | Klassifiziert außerhalb der Punkteränge | Klassifiziert außerhalb der Punkteränge                                                                                         |
| Violett                      | Rennen nicht beendet (DNF)              | Rennen nicht beendet (DNF) |
| Violett                      | nicht klassifiziert (NC)                | |
| Rot                          | nicht qualifiziert (DNQ)                | nicht qualifiziert (DNQ) |
| Schwarz                      | disqualifiziert (DSQ)                   | disqualifiziert (DSQ) |
| Weiß                         | nicht am Start (DNS)                    | nicht am Start (DNS) |
| Weiß                         | zurückgezogen (WD)                      | |
| Weiß                         | Rennen abgesagt (C)                     | |
| Blanko                       | nicht teilgenommen                      | nicht teilgenommen |
| Blanko                       | verletzt oder krank (INJ)               | |
| Blanko                       | ausgeschlossen (EX)                     | |
| sonstige Formate und Zeichen | P/fett                                  | Pole-Position |
| sonstige Formate und Zeichen | kursiv                                  | Schnellste Rennrunde (in der GP2-Serie/FIA-Formel-2-Meisterschaft ab 2008 für die schnellste Rennrunde der besten zehn Piloten) |
| sonstige Formate und Zeichen | *                                       | nicht im Ziel, aufgrund der zurückgelegten Distanz aber gewertet                                                                |
| sonstige Formate und Zeichen | unterstrichen                           | Führender in der Gesamtwertung                                                                                                  |

### Fahrerwertung – Trophy
| Pos. | Fahrer        | OSC | OSC | SPA | SPA | SAC | SAC | ASS | ASS | ZOL | ZOL | SPI | SPI | LAU | LAU | ASS | ASS | HOC | HOC | Punkte |
| ---- | ------------- | --- | --- | --- | --- | --- | --- | --- | --- | --- | --- | --- | --- | --- | --- | --- | --- | --- | --- | ------ |
| 1    | M. Travin     | 17  | 14  | 16  | 18  | 14  | 12  | 15  | 15  | 12  | 15  | 15  | 17  | 12  | 10  | 13  | 8   | 18  | 16  | 156    |
| 2    | L. Iannaccone | 18  | 15  | 18  | 19  | 15  | 14  | 16  | 16  | 13  | 17  | 17  | 18  | 13  | 11  | 15  | 9   | 17  | 17  | 124    |
| 3    | M. Aljoschin  | 16  | 10  |     |     | INJ | INJ |     |     |     |     | 9   | 10  |     |     | 11  | DNF | 15  | 6   | 70     |
| 4    | D. Aho        |     |     |     |     |     |     | 14  | 13  |     |     |     |     |     |     |     |     |     |     | 20     |
| 5    | I. Samarin    |     |     | 12  | 20  |     |     |     |     |     |     |     |     |     |     |     |     |     |     | 16     |
| 6    | T. Dillmann   |     |     |     |     |     |     |     |     | 14* | 11  |     |     |     |     |     |     |     |     | 16     |
| Pos. | Fahrer        | OSC | OSC | SPA | SPA | SAC | SAC | ASS | ASS | ZOL | ZOL | SPI | SPI | LAU | LAU | ASS | ASS | HOC | HOC | Punkte |

### Fahrerwertung – Rookie
| Pos. | Fahrer           | OSC | OSC | SPA | SPA | SAC | SAC | ASS | ASS | ZOL | ZOL | SPI | SPI | LAU | LAU | ASS | ASS | HOC | HOC | Punkte |
| ---- | ---------------- | --- | --- | --- | --- | --- | --- | --- | --- | --- | --- | --- | --- | --- | --- | --- | --- | --- | --- | ------ |
| 01   | R. Stanaway      | 1   | 1   | 2   | 1   | 1   | 4   | 1   | 1   | 1   | 5   | 1   | 1   | 2   | 1   | 2   | 1   | 1   | 1   | 170    |
| 02   | K. Bachler       | DNF | 13  | 4   | 3   | 3   | 1   | 3   | 3   | 2   | 7   | 6   | 13  | 4   | 4   | 1   | 4   | 9   | DNF | 108    |
| 03   | H. van Asseldonk | 5   | 8   | 8   | DNF | 8   | 11  | 7   | DNF | 4   | 3   | 3   | 3   | DNF | 3   | 3   | 5   | 4   | 4   | 94     |
| 04   | T. Blomqvist     | 2   | DNF | 5   | 5   | 13  | 3   | 4   | 4   | DNF | 1   | 4   | 7   | 3   | DNF | INJ | INJ | INJ | INJ | 71     |
| 05   | T. Halbig        | 8   | 4   | 10  | 12  | 16  | 5   | DNF | 9   | 8   | 10  | 8   | 6   | 6   | 9   | 10  | DNF | 8   | 7   | 68     |
| 06   | J. Mul           | 11  | DNF | 17  | 7   | 7   | DNF | 8   | 8   | 10  | 8   | DNF | 12  | 5   | 6   | 5   | DNF | 10  | 10  | 56     |
| 07   | P. Schranner     | 7   | 5   | 9   | 9   | 5   | 6   | 9   | 5   |     |     |     |     |     |     |     |     |     |     | 37     |
| 08   | Y. Mettler       | 19  | 9   | 11  | 14  | 11  | DSQ | 11  | 12  | DNF | 13  |     |     |     |     | 12  | DNF | DNF | 14  | 25     |
| 09   | D. Lind          |     |     |     |     |     |     |     |     |     |     |     |     |     |     |     |     | 6   | 8   | 11     |
| 10   | D. Kocher        |     |     |     |     |     |     |     |     |     |     | 14  | 14  |     |     |     |     | 16  | 15  | 9      |
| Pos. | Fahrer           | OSC | OSC | SPA | SPA | SAC | SAC | ASS | ASS | ZOL | ZOL | SPI | SPI | LAU | LAU | ASS | ASS | HOC | HOC | Punkte |